# Lycée Seijo
El Lycée Seijo d'Alsace (アルザス成城学園 Aruzasu Seijō Gakuen) fue una escuela japonesa con sede en Kientzheim (ahora parte de Kaysersberg-Vignoble), Alto Rin, en la región francesa de Alsacia, cerca de Colmar. Estaba bajo la gestión de la sociedad educativa Seijo Gakuen, asociada a la universidad de Seijo, por lo que era una sucursal en el extranjero de la institución privada japonesa.

## Historia
En los años 1980, funcionarios de la región de Alsacia enviaron una invitación para que una escuela japonesa se estableciera allí como una forma de atraer empresas japonesas. El director de la agencia de desarrollo de Alsacia, André Klein, recibió el contacto de varias instituciones educativas japonesas después de haber pedido al Nihon Keizai Shimbun publicar un artículo sobre un posible sitio para un internado japonés en el extranjero: un antiguo convento en Kientzheim. Seijo Gakuen, la organización encargada de la universidad de Seijo, aceptó la oferta. Quería establecer una escuela japonesa en 1987 para celebrar su 70 aniversario y en 1984 las negociaciones para su establecimiento finalizaron exitosamente.
La escuela se inauguró en abril de 1986. El primer director fue Jokichi Moroga. Después de su apertura, Sony decidió abrir una fábrica en Alsacia y otras compañías japonesas, como Ricoh, la siguieron.
En 1990 y 1991, la escuela tenía 180 estudiantes entre los grados 7 a 12. La inscripción en la escuela disminuyó debido a una tasa de natalidad japonesa decreciente y una menor presencia económica de las empresas japonesas en Francia, debido a la recesión en Japón. El viernes 11 de febrero de 2005, la escuela celebró su última ceremonia de graduación, con 13 estudiantes. En la historia de la escuela un total de 556 estudiantes se habían graduado. El Centro Europeo de Estudios Japoneses en Alsacia (en francés, Centre européen d'études japonaises, CEEJA; en japonés, アルザス・欧州日本学研究所 Aruzasu Ōshū Nihongaku Kenkyūsho) abrió sus puertas en el mismo sitio donde estuvo la escuela.

## Estudios
Lycée Seijo uso el mismo plan de estudios que el instituto Seijo Gakuen y la enseñanza se impartía en japonés.

## Cuerpo estudiantil
Durante la vida en la escuela, de acuerdo con la Western Society for French History, el "núcleo" del cuerpo estudiantil consistía en hijos de ejecutivos que trabajaban para oficinas de compañías multinacionales japonesas como Sharp Corporation o Sony en la región de Alsacia. Además algunos estudiantes vivían con sus familias japonesas en París. Otros estudiantes vivían con sus familias en países como Alemania, Italia, la Unión Soviética y otras áreas en Europa, África, e incluso Australia. Algunas familias de estudiantes vivían en Japón y les enviaban al Lycée Seijo para conseguir experiencia fuera de Japón. Algunas familias de estudiantes vivían en diferentes partes de Asia. En 1990, en torno al 60% de los estudiantes venían de familias japonesas viviendo fuera del país mientras los restantes tenían familias residentes en Japón.

## Vida estudiantil
Todos los estudiantes vivían en dormitorios. Karl Schoenberger de Los Ángeles Times escribió, acerca de los estudiantes de Seijo, que en general estaban "aislados" en la escuela, aunque durante los eventos deportivos tenían contacto con niños franceses.

## Actividades extraescolares
Debido a que la escuela, que contaba con aproximadamente 200 profesores y estudiantes japoneses cuando se inauguró, se localizaba en una localidad de 800 personas, la dirección de la misma decidió tomar medidas para desarrollar buenas relaciones con la comunidad anfitriona. Por lo tanto, se pidió a sus alumnos que participaran en el maratón organizado por el pueblo y la escuela celebró unas jornadas de puertas abiertas para la comunidad local. La escuela estableció un centro cultural japonés en Colmar, que albergaba libros y materiales impresos en Japón y ofrecía conferencias sobre Japón y proyecciones de películas.

## Estudiantes notables
El segundo hijo de Tsutomu Hata fue uno de los primeros en graduarse en esta escuela.